# Strontiumnitrat
Strontiumnitrat, Sr(NO3)2, ist das Strontiumsalz der Salpetersäure. Es wird als Oxidationsmittel in der Pyrotechnik verwendet und gibt dort die strontiumtypische tiefrote Flammenfarbe.

## Herstellung
Strontiumnitrat wird hergestellt, indem Strontiumcarbonat in Salpetersäure aufgelöst wird.
{\displaystyle \mathrm {SrCO_{3}+2\ HNO_{3}\rightarrow \ Sr(NO_{3})_{2}+H_{2}O+CO_{2}\uparrow } }

## Eigenschaften
Das wasserfreie Strontiumnitrat kristallisiert oberhalb von 31,3 °C, das Tetrahydrat unterhalb dieser Temperatur aus wässriger Lösung aus.
Wasserfreies Strontiumnitrat kristallisiert dabei im kubischen Kristallsystem in der Raumgruppe Pa3 (Raumgruppen-Nr. 205) mit dem Gitterparameter a = 778,13 pm. In der Elementarzelle befinden sich vier Formeleinheiten. Die Kristalle sind isotyp zu Bariumnitrat.
Das Tetrahydrat bildet monokline Kristalle mit der Raumgruppe C2/c (Nr. 15), den Gitterparametern a = 1112 pm, b = 1417 pm, c = 634 pm, β = 123,75° und vier Formeleinheiten in der Elementarzelle.

## Verwendung
Strontiumnitrat wird u. a. in der Pyrotechnik verwendet. Zusammen mit Magnesiumpulver wird bei hoher Temperatur, begünstigt durch z. B. 5-Amino-1H-tetrazol oder Hexamethylentetramin, kurzzeitig Strontium(I)-hydroxid (SrOH) erzeugt. Dieser ist ein starker Emitter im roten Spektralbereich und fungiert als alleiniger Farbgeber in lichtstarken und tiefgesättigten roten pyrotechnischen Leuchtsätzen.
In Kombination mit Glycidylazid-Polymer (GAP) wird es unter dem Namen REACH-solid für den Gasgenerator des Unterwasser-Rettungssystems auf deutschen U-Booten der Klasse 212 A eingesetzt.